# 2001 en musique
| \| • Retour à la chronologie générale de la musique populaire • \| |
| XXIe siècle • XXe siècle • XIXe siècle • XVIIIe siècle XVIIe siècle • XVIe siècle • XVe siècle • XIVe siècle XIIIe siècle • XIIe siècle • XIe siècle • Xe siècle IXe siècle • VIIIe siècle • Haut Moyen Âge • Rome • Grèce |
| • Retour à la chronologie générale de la musique populaire • |

| • Retour à la chronologie générale de la musique populaire • |

| Années de la musique populaire : 1998 - 1999 - 2000 - 2001 - 2002 - 2003 - 2004    |
| Décennies de la musique populaire : 1970 - 1980 - 1990 - 2000 - 2010 - 2020 - 2030 |

Cet article présente les faits marquants de l'année 2001 en musique.

## Faits marquants

### En France
- Environ 37 millions de singles et 121 millions d'albums sont vendus en France en 2001[1].
- Premiers succès de Lorie (Près de moi), Natasha St-Pier (Je n'ai que mon âme) et Raphael (Cela nous aurait suffi).
- Premières émissions de télé-crochet, avec Popstars et Star Academy.
- Michel Sardou se produit du 13 janvier au 5 février à Bercy.
- Alizée connaît un succès international avec Moi... Lolita et Noir Désir un succès européen avec Le vent nous portera.
- La compilation Les mots de Mylène Farmer devient le Best of français le plus vendu de tous les temps.
- Décès de Charles Trenet, Carole Fredericks et Gilbert Bécaud

### Dans le monde
- Premiers succès de David Guetta (Just a little more love), Alicia Keys (Fallin') et Gorillaz (Clint Eastwood).
- Tournées internationales de Madonna (dont 4 soirs à Bercy) et AC/DC (dont un soir au Stade de France).
- Britney Spears fait scandale avec le clip de I'm a slave for you. Celui de What it feels like for a girl de Madonna est censuré.
- Décès de John Lee Hooker et George Harrison.

## Disques sortis en 2001
- Albums sortis en 2001
- Singles sortis en 2001

## Succès de l'année en France (Singles)

### Chansons classées Numéro 1
Cette liste présente, par ordre chronologique, tous les titres s'étant classés à la première place du Top 50 durant l'année 2001.
- Alizée : L'Alizé
- Garou : Seul
- Shaggy : It wasn't me
- MC Solaar : Hasta la vista
- Les Lofteurs : Up and down
- Geri Halliwell : It's raining men
- Mary J. Blige : Family affair
- Michael Jackson : You rock my world
- Garou et Céline Dion : Sous le vent
- Kylie Minogue : Can't get you out of my head
- L5 : Toutes les femmes de ta vie
- Star Academy 1 : La musique

### Chansons francophones
Cette liste présente, par ordre alphabétique, tous les titres francophones s'étant classés parmi les 10 premières places du Top 50 durant l'année 2001.
- Alizée : Moi... Lolita
- Alizée : L'Alizé
- Axel Bauer & Zazie : À ma place
- Bébé Charli : K.K.O.Q.Q.
- Clémence & Johnny Hallyday : On a tous besoin d’amour
- Cylia : Un monde à refaire
- Gérald de Palmas : J'en rêve encore
- Ève Angeli : Avant de partir
- Ève Angeli : Elle
- Frédéric Charter & La Troupe de Roméo et Juliette : Vérone
- Garou : Seul
- Garou & Céline Dion : Sous le vent
- Hélène Ségara : Tu vas me quitter
- L5 : Toutes les femmes de ta vie
- Le Waka : Bob & Vanessa
- Les Lofteurs : Up and down
- Liane Foly : On a tous le droit
- Lorie : Près de moi
- Lorie : Je serai (ta meilleure amie)
- Manu Chao : Me gustas tu
- Marc Lavoine & Cristina Marocco : J'ai tout oublié
- Matt : R&B 2 rue
- MC Solaar : Solaar pleure
- MC Solaar : Hasta la vista
- Mylène Farmer : L'histoire d'une fée, c'est…
- Mylène Farmer & Seal : Les mots
- Nadine Delanoë & Brigitte Winstel : Maya l'abeille
- Natasha St-Pier : Je n'ai que mon âme
- Noir Désir : Le vent nous portera
- Nuttea : Elle te rend dingue
- Nuttea : Trop peu de temps
- Priscilla : Quand je serai jeune
- Star Academy 1 : La musique
- Sully Sefil : J’voulais
- Yannick Noah : La Voix des sages (No More Fighting)

### Chansons non francophones
Cette liste présente, par ordre alphabétique, tous les titres non francophones s'étant classés parmi les 10 premières places du Top 50 durant l'année 2001.
- Alicia Keys : Fallin'
- Billy Crawford : Trackin’
- Britney Spears : I’m a slave for you
- Da Muttz : Wassuup !
- Daddy DJ : Daddy DJ
- Daddy DJ : The girl in red
- Dante Thomas : Miss California
- Dido : Here with me
- Disconnection Loftmusic : My only love
- Eminem & Dido : Stan
- Froggy Mix : No nagging
- Galleon : So I begin
- Geri Halliwell : It's raining men
- Janet Jackson : All for you
- Jennifer Lopez : Love don’t cost a thing
- Kylie Minogue : Can't get you out of my head
- LeAnn Rimes : Can’t fight the moonlight
- Bow Wow : Bow wow (That’s my name)
- Mary J. Blige : Family affair
- Michael Jackson : You rock my world
- OutKast : Ms. Jackson
- Samantha Mumba : Gotta tell you
- Shaggy : It wasn't me
- Shaggy : Angel
- The Supermen Lovers : Starlight
- Travis : Sing
- Usher : U remind me
- Westlife : Uptown girl

## Succès de l'année en France (Albums)
Cette liste présente, par ordre alphabétique, les albums sortis en 2001 ayant obtenu une certification Platine ou Diamant en France.

### Disques de diamant (Plus d'un million de ventes)
- Dido : No angel
- Jean-Jacques Goldman : Chansons pour les pieds
- L5 : L5
- Mylène Farmer : Les mots

### Triples disques de platine (Plus de 900 000 ventes)
- Daft Punk : Discovery
- Lorie : Près de toi
- Manu Chao : Próxima estación: Esperanza
- St Germain : Tourist
- Star Academy 1 : L’album
- Yann Tiersen : Le Fabuleux Destin d'Amélie Poulain

### Doubles disques de platine (Plus de 600 000 ventes)
- Lara Fabian : Nue
- Laurent Voulzy : Avril
- Les Enfoirés : 2001 : L'odyssée des Enfoirés
- Marc Lavoine : Marc Lavoine
- MC Solaar : Cinquième as
- Noir Désir : Des visages des figures
- Pascal Obispo : Millésime Live 00/01

### Disques de platine (Plus de 300 000 ventes)
- Alain Souchon : Collection 1984-2001
- Alicia Keys : Songs in A minor
- André Rieu : Aimer
- Billy Crawford : Ride
- Britney Spears : Britney
- Claude François : Ses plus grands succès
- Dany Brillant : Dolce vita
- Diana Krall : The look of love
- Fonky Family : Art de rue
- Garou : Seul… avec vous
- Gorillaz : Gorillaz
- Gotan Project : La revancha del tango
- Jamiroquai : A funk odyssey
- Kylie Minogue : Fever
- Les Enfoirés : La compil, volume 2
- Liane Foly : Entre nous
- -M- : Le Tour de -M-
- Matt : R&B 2 rue
- Michael Jackson : Invincible
- Patricia Kaas : Rien ne s'arrête
- Patrick Bruel : Rien ne s'efface...
- Patrick Sébastien : Best of
- Pink Floyd : Echoes: The best of
- Sniper : Du rire aux larmes
- The Corrs : Best of The Corrs
- Tracy Chapman : Collection
- Zazie : La Zizanie

## Succès internationaux de l’année
Cette liste présente, par ordre alphabétique, les trente titres et albums ayant eu le plus de succès dans les charts internationaux en 2001,.

### Singles
- Afroman : Because I got high
- Alicia Keys : Fallin'
- Atomic Kitten (Natasha Hamilton, Elizabeth « Liz » McClarnon, Kerry Katona) : Whole again
- Christina Aguilera, Lil' Kim, Mýa & Pink : Lady Marmalade
- Crazy Town : Butterfly
- Destiny's Child : Survivor
- Destiny's Child : Bootylicious
- Dido : Thank you
- Enrique Iglesias : Hero
- Enya : Only time
- Eve & Gwen Stefani : Let me blow ya mind
- Geri Halliwell : It's raining men
- Janet Jackson : All for you
- Jennifer Lopez : Love don’t cost a thing
- Jennifer Lopez : I'm real
- Jennifer Lopez : Ain't it funny
- Kylie Minogue : Can't get you out of my head
- LeAnn Rimes : Can’t fight the moonlight
- Lifehouse : Hanging by a moment
- Linkin Park : In the end
- Mary J Blige : Family affair
- Michael Jackson : You rock my world
- Nelly Furtado : I'm like a bird
- OutKast : Ms. Jackson
- Robbie Williams & Nicole Kidman : Somethin' stupid
- Shaggy : It wasn't me
- Shaggy : Angel
- Train : Drops of Jupiter (Tell me)
- Uncle Kracker : Follow me
- Wheatus : Teenage dirtbag

### Albums
- Aaliyah : Aaliyah
- Alicia Keys : Songs in A minor
- Anastacia : Freak of nature
- Backstreet Boys : Greatest hits, chapter one
- blink-182 : Take off your pants & jacket
- Britney Spears : Britney
- Creed : Weathered
- D12 : Devil's Night
- Destiny's Child : Survivor
- Dido : No angel
- Enrique Iglesias : Escape
- Gorillaz : Gorillaz
- Janet Jackson : All for you
- Jay-Z : The blueprint
- Jennifer Lopez : J.Lo
- Kylie Minogue : Fever
- Linkin Park : Hybrid theory
- Michael Jackson : Invincible
- N Sync : Celebrity
- OutKast : Stankonia
- Pink Floyd : Echoes: The best of
- Prince : The very best of
- Radiohead : Amnesiac
- R.E.M. : Reveal
- Robbie Williams : Swing when you're winning
- Shaggy : Hot shot
- Staind : Break the cycle
- System of a Down : Toxicity
- The Strokes : Is this it
- Tool : Lateralus

## Récompenses
- États-Unis : 44e cérémonie des Grammy Awards
- États-Unis : American Music Awards 2001 (en)
- États-Unis : 2001 MTV Video Music Awards (en)
- États-Unis : 2001 Billboard Music Awards (en)
- Europe : MTV Europe Music Awards 2001
- Europe : Concours Eurovision de la chanson 2001
- France : 17e cérémonie des Victoires de la musique
- France : 3e édition des NRJ Music Awards
- Québec : 23e gala des prix Félix
- Royaume-Uni : Brit Awards 2001

## Formations et séparations de groupes
- Groupe de musique formé en 2001
- Groupe de musique séparé en 2001

## Naissances
- 4 janvier : Léa Elui, influenceuse et mannequin française
- 3 mars : Jvke, chanteur américain

- 12 mars : Eva, chanteuse française
- 24 avril : 1PLIKÉ140, rappeur français
- 30 avril : Lil Tjay, rappeur américain
- 24 mai : Pierre de Maere, chanteur belge
- 25 juillet : Théa, autrice-compositrice-interprète française
- 12 août : Dixie D'Amelio, influenceuse et chanteuse américaine

- 16 août :
  - Baïssangour Chamsoudinov, combattant français de MMA
  - Jannik Sinner,  joueur de tennis italien

- 2 octobre : Michou, vidéaste français

- 24 octobre : Adèle Castillon, actrice et chanteuse française
- 25 octobre : Élisabeth de Belgique, membre de la famille royale belge et princesse héritière au trône de Belgique
- 7 novembre : RK, rappeur français
- 16 décembre : Kai Cenat, vidéaste américain

- 18 décembre : Billie Eilish, chanteuse américaine

## Décès
- 12 janvier : Luiz Bonfá, guitariste et compositeur brésilien,
- 11 février : Fadhili William, chanteur kényan, compositeur de Malaïka
- 19 février : Charles Trenet, chanteur français
- 18 mars : John Phillips (musicien), membre de The Mamas and the Papas
- 29 mars : John Lewis, pianiste de jazz américain
- 15 avril : Joey Ramone, membre des Ramones
- 7 juin : Carole Fredericks, chanteuse américaine
- 19 juin : Eddie Vartan, musicien et compositeur français
- 21 juin : John Lee Hooker, bluesman américain
- 30 juin : Chet Atkins, guitariste et producteur de country américain
- 7 juillet : Fred Neil, auteur-compositeur et chanteur américain
- 27 juillet : Leon Wilkeson, bassiste de Lynyrd Skynyrd
- 25 août :
  - Philippe Léotard, acteur et chanteur français
  - Aaliyah Dana Haughton, chanteuse et actrice américaine
- 16 novembre : Tommy Flanagan, pianiste et jazzman américain
- 29 novembre : George Harrison, musicien et ancien membre de The Beatles
- 13 décembre : Chuck Schuldiner, guitariste et chanteur du groupe Death
- 15 décembre : Rufus Thomas, chanteur américain
- 18 décembre : Gilbert Bécaud, chanteur et compositeur français